# Sybra nubila
Sybra nubila är en skalbaggsart som beskrevs av Francis Polkinghorne Pascoe 1863. Sybra nubila ingår i släktet Sybra och familjen långhorningar. Inga underarter finns listade i Catalogue of Life.